# Arcadia Dorsa
Gli Arcadia Dorsa sono una struttura geologica della superficie di Marte.